# Linnicher Mühlenteich
Der Linnicher Mühlenteich (auch Teichbach, ab der Verbindungsstelle zur Wurm auch in Karten als Erlenbach bezeichnet) ist ein oberhalb des Linnicher Wehrs von der Rur abgezweigter Wasserlauf. Ihm wurde die Gewässerkennzahl (GWK) 2826 zugewiesen.

## Verlauf
Der Linnicher Mühlenteich kreuzt hinter Linnich den Merzbach und fließt in nördlicher Richtung zunächst östlich an Brachelen vorbei. Zwischen Hilfarth und Porselen ist er an die Wurm angeschlossen und nimmt, besonders bei Hochwasser in der Wurm, einen Teil des Wurmwassers auf. Das weitere Bett des Linnicher Mühlenteich ab der Verbindung mit der Wurm entspricht ungefähr dem früheren Verlauf der Wurm, ab der Verbindungsstelle trägt der Linnicher Mühlenteich in Karten den Namen Erlenbach. Der Erlenbach mündet nördlich von Bleckden, eines Ortsteiles von Porselen, an der Schanz gegenüber dem Adolfosee in die Rur. Die Wurm hingegen vereinigt sich erst bei Heinsberg-Kempen mit der Rur.

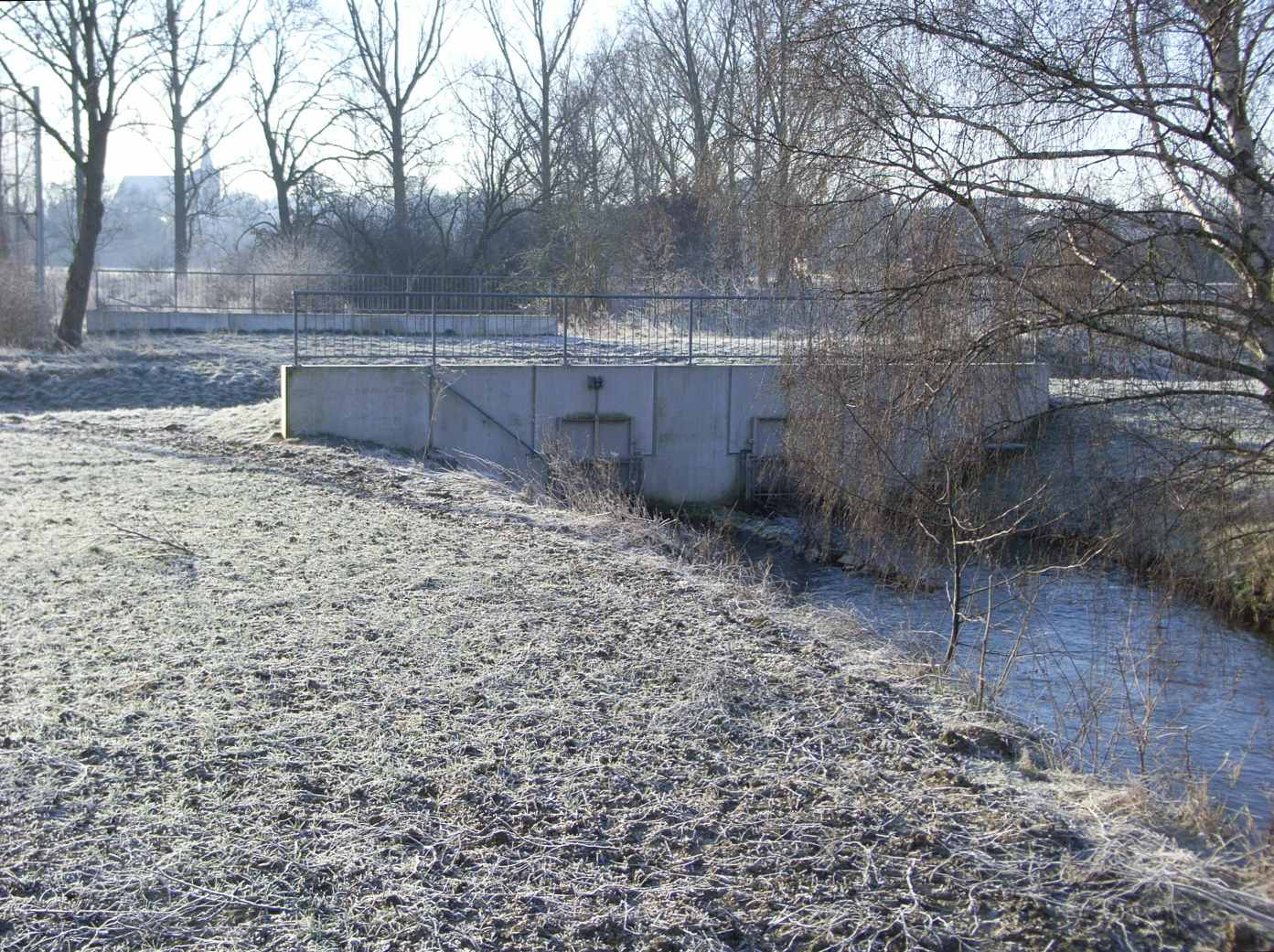
Merzbach und unterführter Mühlenteich, Linnich
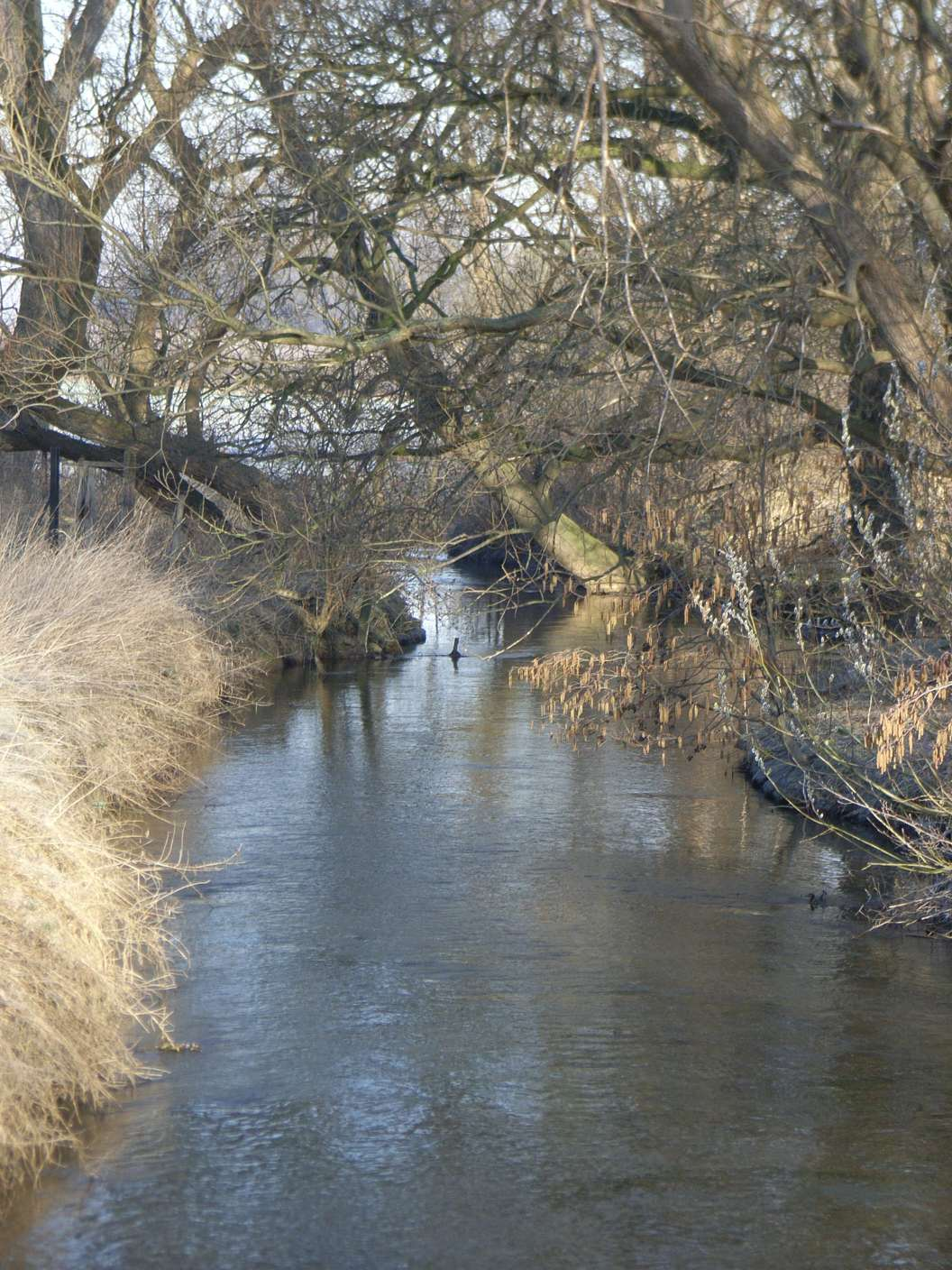
Zwischen Linnich und Brachelen
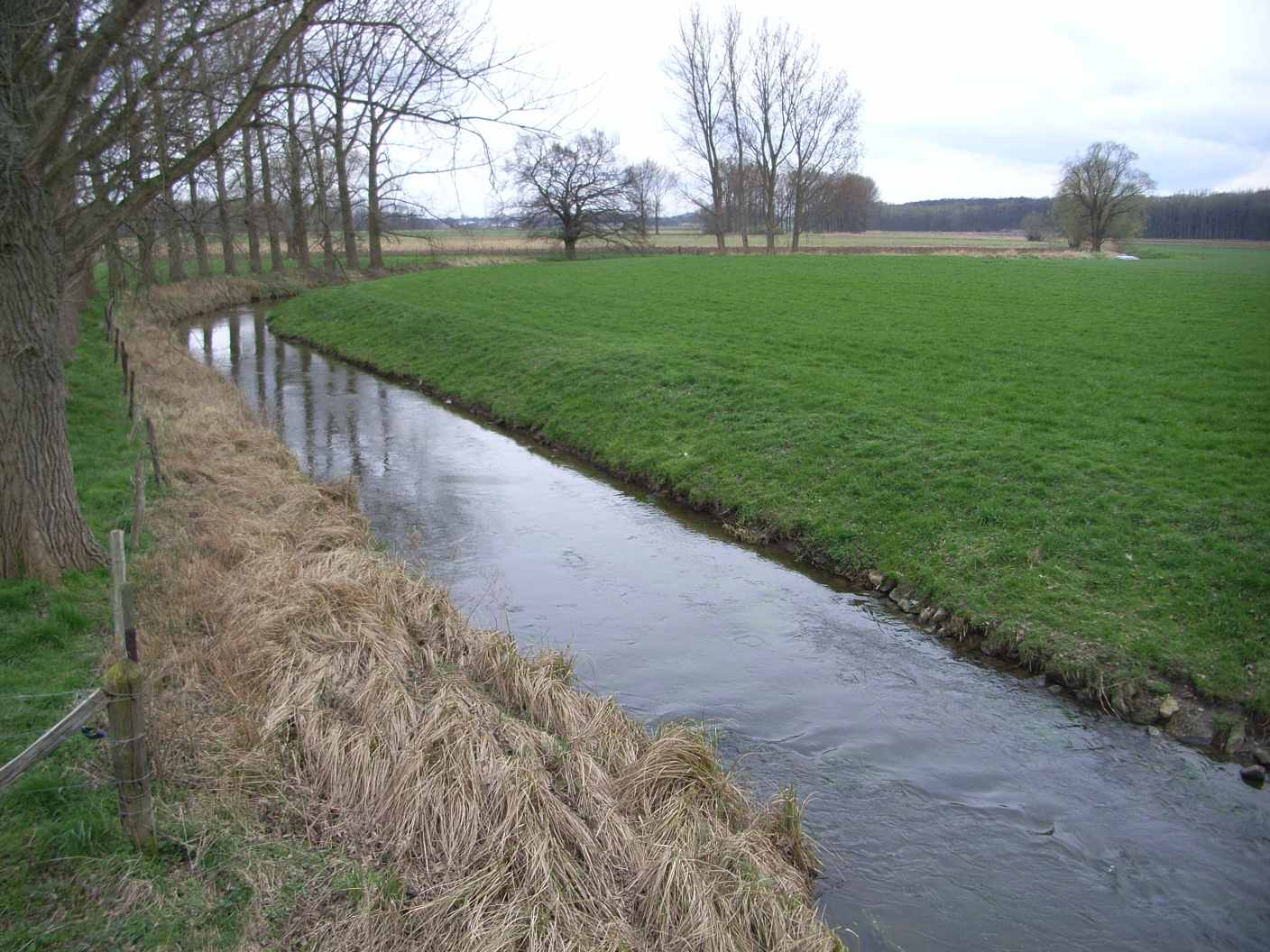
Teichbach in den Rurauen bei Himmerich
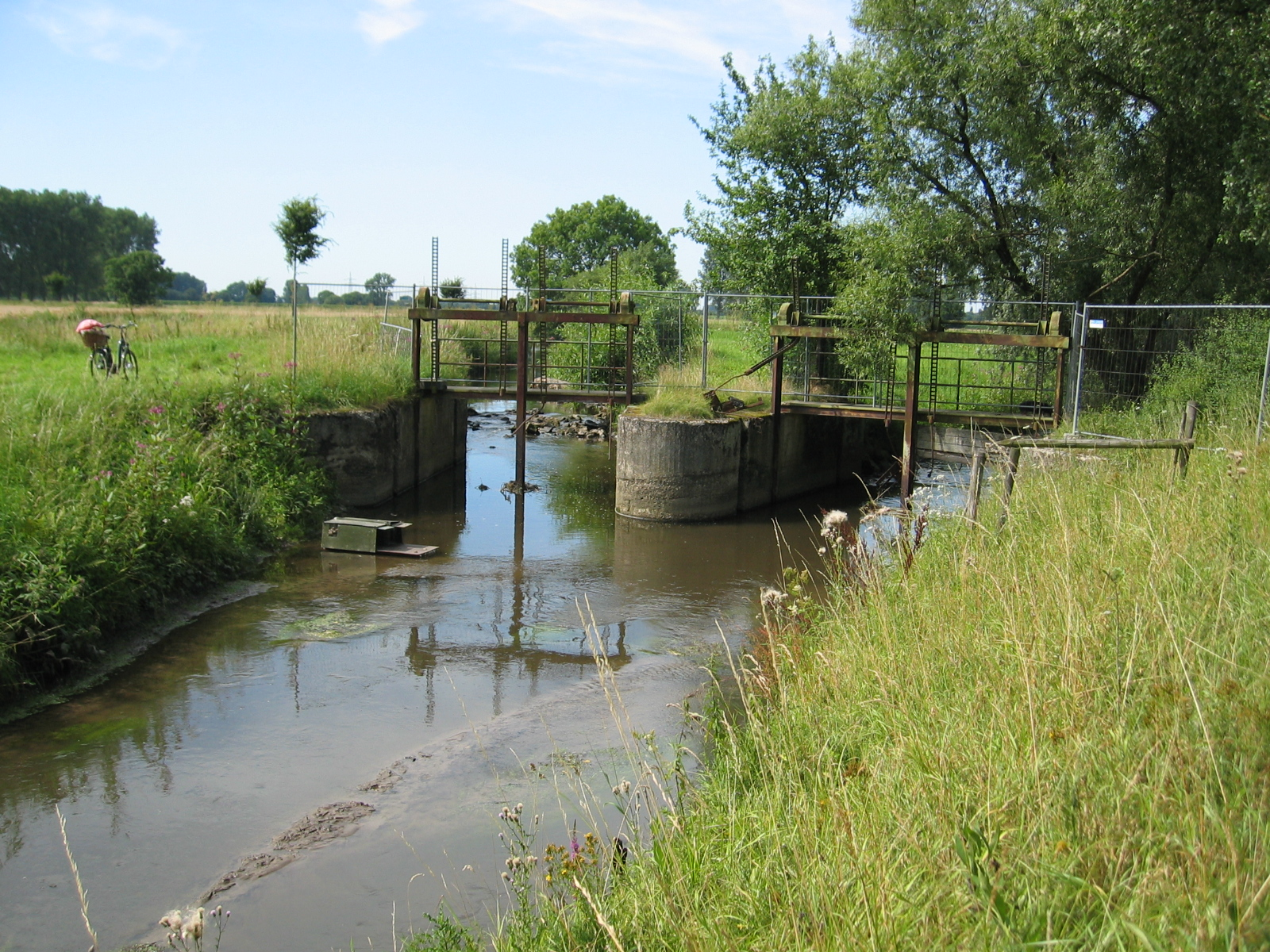
Verbindung und Zulauf von Wurmwasser (links)
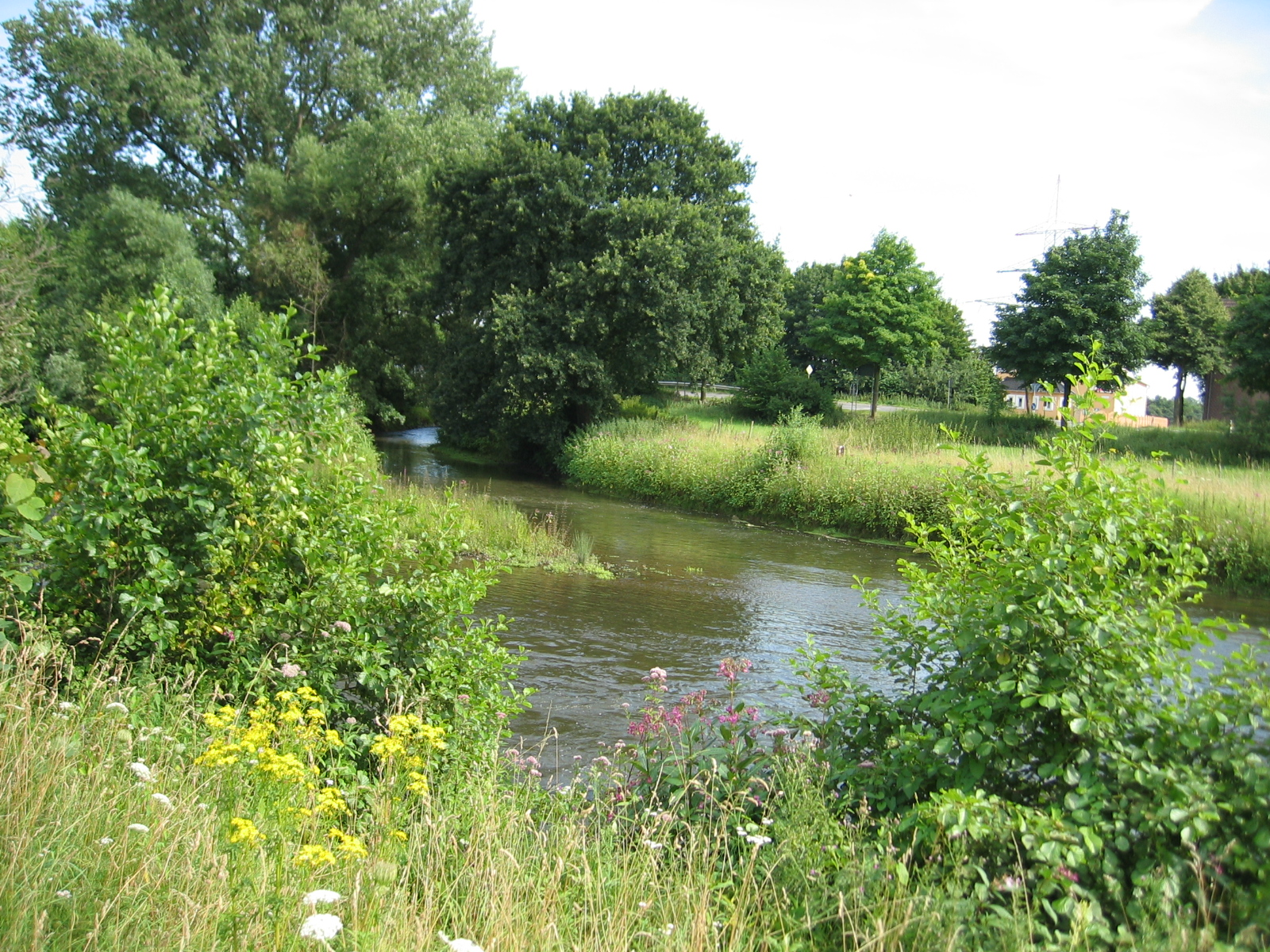
Mündungsbereich Teichbach (bzw. Erlenbach) in die Rur (im Bildvordergrund)
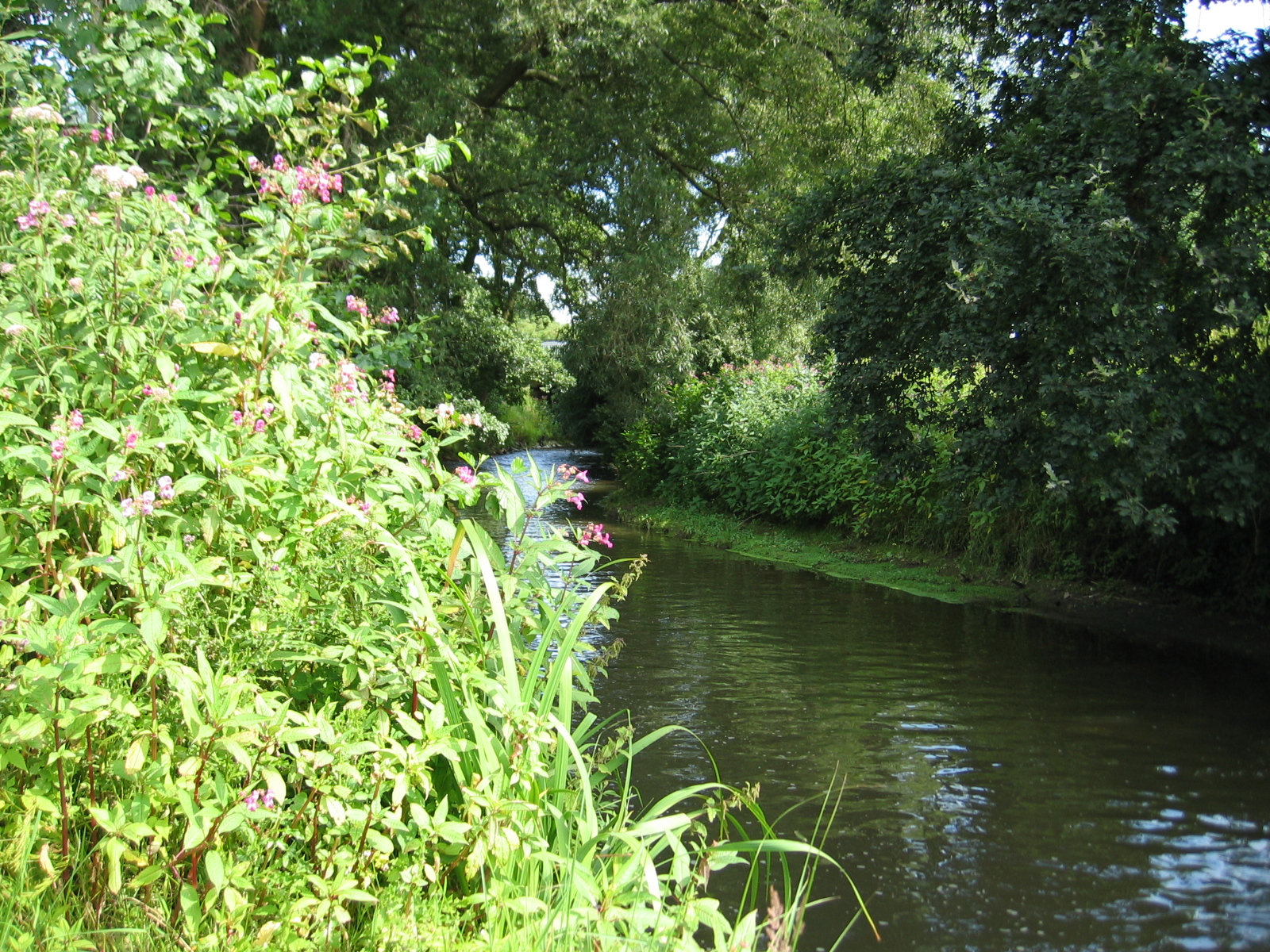
Mündungsbereich Teichbach (bzw. Erlenbach) zur Rur

## Mühlen und Gerbereien
Wie der Name Mühlenteich sagt, trieb der Bach einst zahlreiche Wassermühlen an und wurde zudem von verschiedenen Gerbereien genutzt. In Linnich trieb er die Weitz’sche Mühle im Stadtzentrum an. Das grundsanierte und erweiterte Gebäude über dem Wasserlauf beherbergt heute das Deutsche Glasmalerei-Museum.